# Hryhorij Hussarow
Hryhorij Hryhorowytsch Hussarow (ukrainisch Григорій Григорович Гусаров; * 7. September 1993) ist ein ukrainischer Taekwondoin. Er startet in der Gewichtsklasse bis 68 Kilogramm.
Hussarow bestritt seine ersten internationalen Titelkämpfe bei der Europameisterschaft 2012 in Manchester. Er erreichte das Viertelfinale, schied dort aber gegen den späteren Europameister Servet Tazegül aus. Hussarow gewann im Januar 2012 beim europäischen Olympiaqualifikationsturnier in Kasan den entscheidenden Kampf um den dritten Platz und sicherte sich überraschend einen Startplatz für die Olympischen Spiele 2012 in London. Dort belegte er den siebten Platz.